# Ranasinghe Premadasa
Ranasinghe Premadasa (syng. රණසිංහ ප්‍රේමදාස, tamil. ரணசிங்க பிரேமதாசா; ur. 23 czerwca 1924 w Kolombo, zm. 1 maja 1993 tamże) – lankijski polityk, w latach 1978–1989 premier, następnie prezydent Sri Lanki.
Kształcił się na uczelni katolickiej, ale pozostał buddystą. W młodym wieku rozpoczął aktywność polityczną w szeregach ruchu społeczno-religijnego „Suczarita” (Wstrzemięźliwość). W latach 50. XX wieku był członkiem rady miejskiej i zastępcą burmistrza Kolombo, a od 1956 rok deputowanym do parlamentu z ramienia Zjednoczonej Partii Narodowej.
W latach 1968–1970 i w 1977 r. pełnił funkcję ministra ds. samorządu lokalnego. W 1978 roku objął stanowisko premiera z nominacji prezydenta Jayewardene. 19 grudnia 1988 został wybrany w wyborach powszechnych na następcę Jayewardene i objął urząd 2 stycznia 1989.
27 kwietnia 1990 roku uroczyście zainaugurował działalność biblioteki narodowej.
Zginął w zamachu bombowym, zorganizowanym przez organizację Tamilskie Tygrysy.